# Gottfried Baumann
Gottfried Baumann (* 13. Juni 1764 in Haßfurt; † 30. Mai 1845 in ebenda) war ein deutscher Landwirt und Politiker.

## Leben
Gottfried Baumann war ein bayerischer Landwirt und Magistratsrat. 
Er gehörte für den Stimmkreis Untermainkreis dem Bayerischen Landtag, während dessen erster Wahlperiode von 1819 bis 1825 und der zweiten Wahlperiode von 1825 bis 1828, an; davor war er von 1813 bis 1819 Bürgermeister von Haßfurt. 1831 erfolgte, nach dem Tod seines Vorgängers Johann Jakob Kehl (1763–1831), seine erneute Wahl zum Bürgermeister von Haßfurt.
Gottfried Baumann war verheiratet, sein Sohn war der spätere Haßfurther Bürgermeister, Joseph Baumann (1802–1875).

## Trivia
Im Rahmen eines Schulprojektes der Bayerischen Landeszentrale für politische Bildungsarbeit wurde durch die 8. Klasse der Realschule Schonungen mit Gottfried Baumann und dessen Sohn ein fiktives Interview geführt.

## Ehrungen und Auszeichnungen
- Die Baumannstraße in Haßfurt wurde nach Gottfried und dessen Sohn Joseph Baumann benannt.[7]